# ماتيو كاراجيالي
ماتيو أيون كاراجيال يُنسب أيضًا إلى ماتي أو ماتيو؛ ماتيتش هو شاعر وكاتب نثر روماني، اشتهر بروايته كراي دي كورتيا فيشي التي تصور بيئة أحفاد البويار قبل وبعد الحرب العالمية الأولى. كان أسلوبه المرتبط بالرمزية والحركة المنحلة في نهاية القرن والحداثة المبكرة عنصرًا أصليًا في الأدب الروماني في فترة ما بين الحربين العالميتين. في المساهمات المتأخرة الأخرى كان كاراجيال رائدًا في مجال الخيال البوليسي محليًا ولكن هناك خلاف حول ما إذا كان عمله في هذا المجال قد أنتج رواية كاملة أو مجرد أجزاء.